# Kreator
Kreator je německá thrashmetalová kapela, kterou založili v roce 1982 Mille Petrozza a Jürgen „Ventor“ Reil pod názvem Tyrant a poté Tormentor. Brzy však skupinu přejmenovali na Kreator. Spolu s kapelami Destruction, Sodom a Tankard patří k velké čtyřce německého thrash metalu.

## Původ jména skupiny
Jméno je odvozeno od latinského tvůrce ('creator'), ale učitel dějepisu Petrozzovi po vydání debutového LP řekl, že jméno pochází od severského lesního trolla z Eddy. To je důvod, proč Petrozza založil název skupiny na démonovi z německé mytologie, dokud si po letech nepřečetl Eddu a neobjevil v ní postavu jménem Kreator. 

## Historie

### Začátky, debutové album aPleasure Kill(1982–1987)
Kapela byla založena pod jménem Tyrant v roce 1982 v německém Essenu. Původní sestavu tvořil zpěvák a kytarista Mille Petrozza, bubeník Jürgen Ventor a baskytarista Rob Fioretti. Brzy se kapela přejmenovala na Tormentor a pod tímto jménem vydala dvě dema. Zanedlouho opět změnili název na Kreator a v roce 1985 podepsali smlouvu s Noise Records. Kreator nahráli své debutové album Endless Pain za pouhých 10 dní. Na turné k tomuto albu najala kapela kytaristu Michaela Wulfa později z kapely Sodom.
Wulf byl v kapele několik dní, ale v rozporu s poznámkami o vložce nikdy nehrál na druhém albu kapely. Do skupiny přišel kytarista Jörg „Tritze“ Trzebiatowski. V březnu 1986 vydali druhé album Pleasure to Kill, které je široce považováno za thrashovou klasiku a velký vliv na žánr death metalu, které nahráli za pouhé dva měsíce. Album produkoval Harris Johns, který pracoval se skupinami Sodom, Helloween a Voivod. 
Kapele ukázala rostoucí talent a technické schopnosti. Píseň "Flag of Hate" se stala koncertním standardem a kapela se stala jedním z nejslibnějších nadějných evropských metalových počinů. Skupina zahájila své první turné vůbec (před vydáním Pleasure to Kill odehráli celkem jen pět koncertů); odehráli své první koncerty mimo Německo na podzim roku 1986, cestovali po Evropě s Destruction a Celtic Frost a na jaře 1987 poprvé vyjeli po Severní Americe a zahájili turné s Voivod.

### Terrible Certaintya rostoucí popularita (1987–1991)
V září 1987 skupina vydala třetí album Terrible Certainty, které je často považováno za velmi kvalitní album kapely, protože aranže na albu byly složitější a tempa pestřejší. Album obsahovalo hit „Behind the Mirror“ a popularita skupiny nadále rostla a video pro „Toxic Trace“ bylo vysíláno na MTV. Mezitím se jim podařilo najít dostatek času a peněz (pocházejících z koncertů) na financování živého EP Out of the Dark... Into the Light z Dynamo Club v Eindhovenu. V tomto bodě Kreator postoupili k vedení svých vlastních turné, stejně jako hraní v divadlech a arénách s kapelami jako Megadeth, Voivod, Overkill, DRI a Holy Terror.
V roce 1988 vydavatelství Noise Records poskytla skupině licenci pro území mimo Evropu a Japonsko velkému vydavatelství Epic Records. Jejich čtvrté studiové album nahrávali v Los Angeles a vyšlo v červnu 1989 pod názvem Extreme Aggression. Album se stalo metalovým hitem v Evropě po svém vydání.  Album vyšlo pro omezená území pod vydavatelstvím Epic. Nicméně, album se objevilo v německém žebříčků až po 28 let od vydání. Album pokračuje ve stejném stylu jako na předchozí desce zároveň ukazuje, že kapela stále hudebně postupuje i s lepší produkcí uznávaného producenta Randyho Burnse (který pracoval s Megadeth, Possessed, Nuclear Assault, Death a Dark Angel). Album obsahovalo první velké singly skupiny titulní skladba „Betrayer“ a rádia zaujal song „Love Us or Hate Us“, které získalo podporu od jihokalifornské rozhlasové stanice KNAC , a video k „Betrayer“ bylo vysíláno na MTV. Stejně jako hraní s kapelami jako King Diamond, Coroner, Suicidal Tendencies, Death a Sadus značně rozšířilo jejich popularitu mimo Německo. 
Po vydání Extreme Agression odešel kytarista Jörg „Tritze“ Trzebiatowski a do skupiny přišel kytarista Frank „Blackfire“ Gosdzik ze Sodom. V listopadu 1990 vyšlo páté album Coma of Souls znovu produkované Burnsem v Los Angeles. Album nemělo takový ohlas jako předchozí alba skupiny, protože mnozí měli pocit, že bylo album „uspěchané“ a opakující se. Ale přesto se mu podařilo prodat a udržet si popularitu docela dobře se singly „When the Sun Burns Red“ a "People of the Lie" se stali hity.

### Experimentování a pokles popularity (1992–2000)
Počátkem 90. let přinesl pokles obliby tradičního thrash metalu, který vystřídal grunge. S mnoha dalšími thrashovými kapelami jako Metallica, Megadeth, Anthrax a Testament, kteří změnili svůj styl začleněním více melodických prvků do svých skladeb, tak začali Kreator v této době experimentovat s industrialním metalem a groove metalem.
V roce 1992 byla kapela propuštěna z jejich americké smlouvy se Sony Music tehdejším domovem grunge kapel jako Alice in Chains a Pearl Jam.
Kreator v říjnu 1992 vydal šesté album Renewal, které obsahovalo heavy deathmetalový a industriální vlivy. Zatímco získala novější publikum, tak skupina rozzuřila mnoho dlouholetých fanoušků, obviňovala je ze “za prodání se ”. Kreator zaznamenal pokles popularity v důsledku odporu proti albu.
Baskytarista Roberto Fioretti opustil kapelu po nahrávání alba a byl nahrazen Andreasem Herzem. V roce 1994 odešel také bubeník Reil a Petrozza zůstal jediným původním členem kapely. Reil byl nahrazen Joem Cangelosiem, zatímco Herz odešel ve stejném roce a byl nahrazen Christianem "Speesy" Gieslerem. Během této doby Kreator ukončili své působení u Noise Records a podepsali smlouvu s GUN Records. Nová sestava vydala sedmé album Cause for Conflict v srpnu 1995. Písně nesly silný vliv takových kapel jako Pantera a Machine Head a také částečnou podobnost s albem Renewal.
Cangelosi a Gosdzik odešli v roce 1996 a byli nahrazeni kytaristou Tommy Vetterli (ex-Coroner) a vracejícím se Reilem. Kreator pokračoval s experimentováním na osmém album Outcast vydané v červenci 1997, které obsahuje groove a gothic vlivy.
V roce 1998 skupina podepsala smlouvu s nahrávací společností Drakkar Records přes kterou vydali v dubnu 1999 deváté album skupiny Endorama, které se překvapivě umístilo na 6. místě v německém žebříčků. Album bylo nahráno ve stejném stylu jako Outcast. Prodeje desek kapely však klesaly a koncem 90. let dosáhla skupina komerčního a kritického dna.
Navzdory tomu byl Petrozza citován slovy: "Pro nás úspěch nedefinuje prodej desek. Takže všechna naše alba byla pro nás úspěšná, protože jsme dosáhli toho, oč jsme usilovali...".

### Návrat ve velkém stylu (2001–2009)
V září 2001 Kreator vydal desáté album s názvem Violent Revolution přes vydavatelství SPV s novým finským kytaristou Sami Yli-Sirniö a produkované anglickým producentem Andy Sneapem. Skupina se na albu vrátila ke klasickému thrash metalu navzdory tomu, že obsahuje spoustu melodicky metalových riffů. Album bylo chváleno fanoušky i kritikou a těžila z hnutí thrashmetalového revivalu 2000's, vedeného jako Overkill, Slayer, Megadeth , Exodus a Testament. Turné k albu bylo mimořádně úspěšné a představilo Kreator mladší generaci metalových fanoušků. Živé album Live Kreation a živé DVD Live Kreation: Revisioned Glory byly vydány v roce 2003 
Jedenácté album Kreator vyšlo v lednu 2001 pod názvem Enemy of God opět ve spolupráci se Sneapem, a dosáhlo v německém žebříčku na 19. místo a v britském Rock & Metal alba na 32. místě. Album získalo pozitivní recenze. Toto album se také dočkalo speciální edice znovuvydání v roce 2006 s názvem Enemy of God: Revisited.
Na začátku roku 2006, Kreator cestoval po Severní Americe s Napalm Death , A Perfect Murder a The Undying. V roce 2007 bylo společné hlavní evropské turné s Celtic Frost s podporou Watain. V roce 2008 Kreator měli vyrazit na turné s King Diamond, Leaves' Eyes a Cellador. Toto turné bylo zrušeno kvůli problémům s King Diamond.
V březnu 2008 vyšlo DVD At the Pulse of Kapitulation s Live in East Berlin a Hallucinative Comas na jednom disku. Oba byly dříve dostupné pouze na VHS a byly dlouho vyprodané. Mezitím skupina začala pracovat na dvanáctém album.
Dvanácté album Hordes of Chaos vyšlo v lednu 2009. Nahrané bylo v živém prostředí na analogovém magnetofonu s několika overduby. Petrozza uvedl, že to bylo poprvé, co nahráli album tímto způsobem od alba Pleasure to Kill. Album se umístilo v německém žebříčku na 16. místě a jedná se o první album, které se umístilo v americkém žebříčku Billboard 200 na 165. místě. Umístila se také v jedenácti zemích, ale nejvyšší umístění bylo v americkém žebříčku alba Heatseekers na 7. místě. Po vydání alba zahájila skupina evropské turné „Chaos Over Europe'' s kapelami Caliban, Eluveitie a Emergency Gate. V dubnu 2009 se kapela vydala na severoamerické turné, kterého se zúčastnilo Exodus s podporou Belphegorem, Warbringerem a Epicureanem. Koncem roku 2009 Reil kvůli osobním problémům odložit několik termínů turné a jeho místo dočasně převzal Marco Minnemann.

### Phantom AntichristaGods of Violence(2010–2017)
Začátkem roku 2010 Kreator podepsal smlouvu s vydavatelstvím Nuclear Blast, poté se v březnu vydali na severoamerické turné k oslavě jejich 25. výročí. Koncem roku 2010 absolvovali evropské turné s názvem "Thrashfest" s kapely Exodus, Death Angel a Suicidal Angels.
Kreator vydal v červnu 2012 třinácté album Phantom Antichrist, které se umístilo v německém žebříčku na 5. místě a v britském Rock & Metal alba na 14. místě. V žebříčku Billboard 200 se umístil na 130. místě, ale dosáhl vrcholu v americkém žebříčku alba Heatseekers na 1. místě. Album se umístilo v dalších žebříčkách v 17 zemích z toho ve čtyřech žebříčkách v USA, kde se prodalo přes 3 900 kopií alba. Album má progresivnější a melodičtější zvuk než předchozí alba, a bylo obecně dobře přijato kritikou.
Poté se vydali na severoamerické turné, které se konalo s Accept. Turné s názvem Teutonic Terror Attack 2012 s podporou finské skupiny Swallow the Sun. Kreator vystoupil po boku kapely Suidakra v indickém městě Bangalore dne 16. června 2012.
V rozhovoru z listopadu 2013 Petrozza uvedl, že Kreator začne pracovat na svém čtrnáctém studiovém albu po turné Phantom Antichrist k vydání v roce 2016. Petrozza však uvedl, že album nevyjde dříve než v roce 2017. 30. srpna 2013 vydali dvoudiskové živé album s názvem Dying Alive.
Čtrnácté album Gods of Violence vyšlo v lednu 2017 a dosáhlo poprvé vrcholu v německém žebříčku na 1. místě. Umístilo se na předních příčkách v amerických a evropských žebříčkách. Je to první album, které se umístilo v českém žebříčku na 7. místě a v kanadském žebříčku na 90. místě. Album získalo obecně pozitivní ohlasy. K propagaci alba se Kreator mezi únorem a březnem 2017 vydal na hlavní evropské turné s podporou Sepultura, Soilwork a Aborted. Mezi březnem a dubnem  - na společném turné turné s Obituary. V září 2017 se vydali australské turné s kapelou Vader.

### Odchod Speesyho,Hate Über Allesa připravované album (2017–současnost)
Asi tři měsíce po vydání Gods of Violence se Petrozza zmínil o následném albu a řekl: "Možná bychom měli pracovat s jiným producentem. Možná bychom měli jet do jiné země nahrát album. Možná bychom měli napsat další metal nebo více plný thrash metal Ať už cítíme cokoli, to je nejdůležitější věc.'' V září 2017 v rozhovoru Petrozza uvedl, že Kreator by mohl udělat další album po Gods of Violence, ale zatím ne. Začátkem roku 2018 se vydali na turné po Evropě s Decapitated a Dagoba, po němž následovalo společné severoamerické turné v únoru a březnu se Sabaton.
Když Petrozza v únoru 2018 dotázán na budoucnost kapely, řekl: "Myslím, že si příští rok dáme pauzu a napíšeme novou desku. Takový je alespoň plán. Uvidíme, co se stane. Já ne pod tlak, uvidíme, jak se budu cítit po tomto turné, a pokud budu mít nápady na novou hudbu, zarezervuji si studio a začnu pracovat na demech, jakmile budu mít čas nové věci."
V červenci 2018 Petrozza řekl magazínu, že Kreator si vezme rok 2019 soustředění na psaní nového alba, jehož vydání bylo plánováno na léto 2020. Petrozza později uvedl, že se neočekává, že bude jejich nové album vyjde do léta 2021.
Začátkem prosince se Kreator vydali na turné po Evropě s názvem European Apocalypse s kapelami Dimmu Borgir, Hatebreed a Bloodbath. Bylo také oznámeno, že závěrečný koncert European Apocalypse v Londýně bude natočen a vyroben jako živé DVD v roce 2019 s názvem London Apocalypticon - Live at the Roundhouse bylo toto DVD vydáno 14. února 2020.
Kreator podpořili Slayer na festivalu Santiago Gets Louder v Chile dne 6. října 2019 v rámci jejich The Final World Tour.
16. září 2019 bylo oznámeno, že Christian „Speesy“ Giesler opustil Kreator po 25 letech jako jejich baskytarista a nahradil ho francouzský hudebník Frédéric Leclercq, který opustil DragonForce. 
V březnu 2020 vydali Kreator videoklip k písni „666 - World Divided“, který označil jejich první píseň po třech letech od vydání posledního alba.
V červenci 2020 zveřejnil Petrozza svou fotku ve studiu na své stránce na Instagramu, což naznačuje, že Kreator pracuje na svém dalším albu. Petrozza o dva měsíce později potvrdil, že Kreator psal nový materiál „v posledních několika měsících“ a že nahrával vokály pro album. V rozhovoru z března 2021 Petrozza prozradil, že Kreator měli začít nahrávat své nové album v únoru, ale dodal, že tento plán přerušila pandemie. Dále také řekl, že chce, „aby album vyšlo a hned poté se vydalo na světové turné“ a prozradil, že by ho produkoval Arthur Rizk. Skupina v září 2021 oznámila, že začala nahrávat album v Berlíně s Rizkem. V prosinci 2021 Petrozza na své stránce na Instagramu oznámil, že jejich nové album vyjde v létě 2022, kterému bude předcházet „nový singl SOON!“
Dne 4. února 2022 skupina vydala titulní skladbu „Hate Über Alles“ jako první singl alba a téhož dne oznámila, že album bude vydáno 10. června pod stejným názvem. Album získalo pozitivní recenze a dosáhlo v německém žebříčku na 2. místě, ale dosáhlo vrcholu v britském žebříčku Independent Albums na 1. místě. Album se umístilo v dalších žebříčkách v 11 zemích.
Druhý singl „Strongest of the Strong“ byl vydán 8. dubna 2022 o necelý měsíc později následoval třetí singl „Midnight Sun“. 
Kreator propagoval album Hate Über Alles prostřednictvím světového turné, včetně podpory Mercyful Fate na jejich prvním severoamerickém turné po více než 20 letech a turné po Evropě s Lamb of God a Municipal Waste během zimy 2023. Také během jara 2023 byl co-headlinerem turné Klash of the Titans, nejprve v Latinské Americe s Testamentem, poté po Severní Americe se Sepulturou, druhou podporovanou Death Angel a Spiritworld. Skupina oznámila pokračování v turné na podporu Hate Über Alles po celý rok 2024, včetně turné po Japonsku od lednu do února s In Flames. Jako hlavní představitel severoamerického turné s Testament v září až říjnu s Possessed jako předkapela, a společná evropská část turné od listopadu do prosince s Anthrax a Testament jako předkapelu. Dne 20. července 2024 byli také hlavní hvězdou festivalu Klash of the Ruhrpott v Amphitheatre Gelsenkirchen v Gelsenkirchenu, kde byly poprvé na pódiu společně všechny kapely „Velké německé čtyřky“ Kreator, Sodom , Destruction a Tankard.
V říjnu 2023 začali Kreator pracovat na novém materiálu pro své šestnácté studiové album, které kapela plánuje začít nahrávat začátkem roku 2025. Petrozza uvedl, že bude vydán až v roce 2026. Dokument o kapele má být předběžně vydán v roce 2025. 
Bývalý baskytarista Kreator Andreas Herz zemřel v prosinci 2023; zprávu o jeho smrti potvrdil Petrozza.

## Diskografie
- Endless Pain (1985)
- Pleasure to Kill (1986)
- Terrible Certainty (1987)
- Extreme Agression (1989)
- Coma of Souls (1990)
- Renewal (1992)
- Cause for Conflict (1995)
- Outcast (1997)
- Endorama (1999)
- Violent Revolution (2001)
- Enemy of God (2005)
- Hordes of Chaos (2009)
- Phantom Antichrist (2012)
- Gods of Violence (2017)
- Hate Über Alles (2022)

### Dema
Vydaná pod názvem „Tormentor“
- Blitzkrieg (1983)
- End of the world (1984)

### Kompilace
- Scenarios Of Violence (1996)
- Voices Of Transgression (1999)
- Past Life Trauma (2000)
- Live Kreation (2003)

## Členové
- Miland „Mille“ Petrozza – zpěv, kytary (1982–dosud)
- Jürgen „Ventor“ Reil – bicí (1982–1994, 1996–dosud)
- Sami Yli–Sirniö – kytary (2001–dosud)
- Frédéric Lecrecq – baskytara, doprovodný zpěv (2019–dosud)

## Bývalí členové
- Michael Wulf – kytara (ex-Sodom) (1986)
- Jörg „Tritze“ Trzebiatowski – kytara (1986–1989)
- Roberto „Rob“ Fioretti – baskytara (1982–1992)
- Andreas Herz – baskytara (1992–1995)
- Frank „Blackfire“ Gosdzik – kytara (Mystic Brazílie), (Sodom) (1989–1996)
- Joe Cangelosi – bicí (Whiplash, Massacre) (1994–1996)
- Tommy Vetterli – kytara (Coroner) (1996–2001)
- Christian „Speesy“ Geisler – baskytara (1995–2019)